# Rudol'f Fruntov
Rudol'f Fruntov (8 luglio 1942 – Mosca, 15 maggio 2015) è stato un regista sovietico.

## Filmografia parziale

### Regista
- Larec Marii Mediči (1980)
- Trevožnoe voskresen'e (1983)